# Кампінос
Кампінос (пол. Kampinos) — село в Польщі, у гміні Кампінос Варшавського-Західного повіту Мазовецького воєводства.
Населення — 843 особи (2011).
У 1975-1998 роках село належало до Варшавського воєводства.

## Демографія
Демографічна структура станом на 31 березня 2011 року:
|          | Загалом | Допрацездатний вік | Працездатний вік | Постпрацездатний вік |
| -------- | ------- | ------------------ | ---------------- | -------------------- |
| Чоловіки | 402     | 83                 | 283              | 36                   |
| Жінки    | 441     | 91                 | 254              | 96                   |
| Разом    | 843     | 174                | 537              | 132                  |